# Pareuchiloglanis sinensis
Pareuchiloglanis sinensis es una especie de peces de la familia Sisoridae en el orden de los Siluriformes.

## Distribución geográfica
Se encuentra en Peiping (China).